# Espigão (Regente Feijó)
Espigão é um distrito do município brasileiro de Regente Feijó, no interior do estado de São Paulo.

## História

### Origem
O povoado que deu origem ao distrito se desenvolveu ao redor da estação ferroviária Mandaguari da Estrada de Ferro Sorocabana, inaugurada em 19/05/1927.

### Formação administrativa
- Distrito criado pela Lei n° 233 de 24/12/1948, com sede no povoado de Mandaguari mais terras do distrito sede de Regente Feijó[4][5].

## Geografia

### Demografia

#### População urbana
| Crescimento população urbana | Crescimento população urbana | Crescimento população urbana | Crescimento população urbana |
| Censo                        | Pop.                         |                              | %±                           |
| ---------------------------- | ---------------------------- | ---------------------------- | ---------------------------- |
| 1950                         | 296                          |                              | —                            |
| 1960                         | 537                          |                              | 81,4%                        |
| 1970                         | 681                          |                              | 26,8%                        |
| 1980                         | 904                          |                              | 32,7%                        |
| 1991                         | 1 083                        |                              | 19,8%                        |
| 2000                         | 1 101                        |                              | 1,7%                         |
| 2010                         | 1 094                        |                              | −0,6%                        |
| Fonte: IBGE e Fundação SEADE |                              |                              |                              |

#### População total
Pelo Censo 2010 (IBGE) a população total do distrito era de 1 438 habitantes.

### Área territorial
A área territorial do distrito é de 33,860 km².

### Rodovias
O distrito localiza-se às margens da Rodovia Raposo Tavares (SP-270).

### Ferrovias
Linha Tronco (Estrada de Ferro Sorocabana), estando a ferrovia atualmente desativada, sob concessão da Rumo Malha Sul.

## Serviços públicos

### Registro civil
Atualmente é feito na sede do município, pois o Cartório de Registro Civil das Pessoas Naturais do distrito foi extinto pelo  Tribunal de Justiça do Estado de São Paulo, e seu acervo foi recolhido ao cartório do distrito sede.

### Saneamento
O serviço de abastecimento de água é feito pela Companhia de Saneamento Básico do Estado de São Paulo (SABESP).

### Energia
A responsável pelo abastecimento de energia elétrica é a Energisa Sul-Sudeste, antiga Caiuá (distribuidora do grupo Rede Energia).

### Telecomunicações
O distrito era atendido pela Telecomunicações de São Paulo (TELESP), que inaugurou a central telefônica utilizada até os dias atuais. Em 1998 esta empresa foi vendida para a Telefônica, que em 2012 adotou a marca Vivo para suas operações.

## Religião

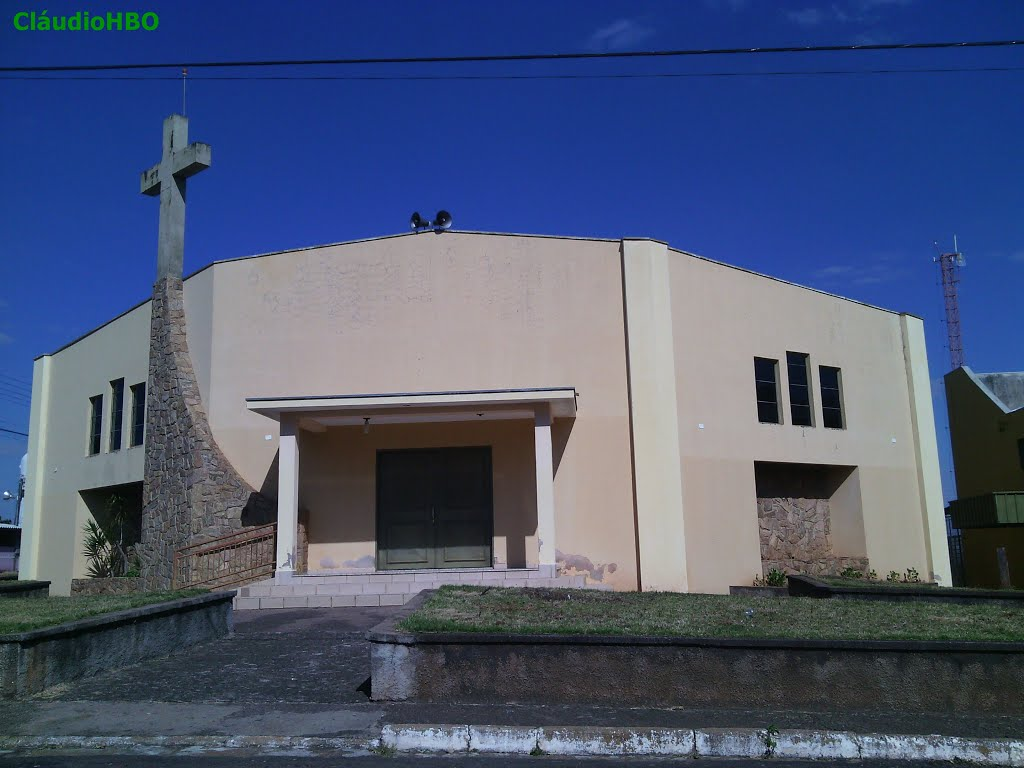
Igreja.

O Cristianismo se faz presente no distrito da seguinte forma:

### Igreja Católica
- A igreja faz parte da Diocese de Presidente Prudente[19].

### Igrejas Evangélicas
- Assembleia de Deus - O distrito possui uma congregação da Assembleia de Deus Ministério do Belém, vinculada ao Campo de Presidente Prudente[20][21]. Por essa igreja, através de um início simples, mas sob a benção de Deus, a mensagem pentecostal chegou ao Brasil. Esta mensagem originada nos céus alcançou milhares de pessoas em todo o país, fazendo da Assembleia de Deus a maior igreja evangélica do Brasil[22].
- Congregação Cristã no Brasil[23].